# Graissac
Graissac (okzitanisch: gleichlautend) ist eine frühere französische Gemeinde mit 177 Einwohnern (Stand: 1. Januar 2018) im Département Aveyron in der Region Okzitanien. Als Gemeinde gehörte sie zum Arrondissement Rodez und zum Kanton Aubrac et Carladez. Die Einwohner werden Graissacois genannt.
Seit dem 1. Januar 2016 ist Graissac Gemeindeteil der Commune nouvelle Argences en Aubrac. 

## Geografie
Graissac liegt etwa 49 Kilometer nordnordöstlich von Rodez. 

## Bevölkerungsentwicklung
| 1962                       | 1968 | 1975 | 1982 | 1990 | 1999 | 2006 | 2013 |
| -------------------------- | ---- | ---- | ---- | ---- | ---- | ---- | ---- |
| 411                        | 334  | 305  | 291  | 206  | 236  | 219  | 211  |
| Quellen: Cassini und INSEE |      |      |      |      |      |      |      |

## Sehenswürdigkeiten
- romanische Kirche Mariä Geburt aus dem 15. Jahrhundert (Église de la Nativité-de-la-Sainte-Vierge)
- gotische Kirche Mariä Himmelfahrt im Ortsteil Brenac (Église Notre-Dame-de-l'Assomption)
- Burgruine Thénières mit Donjon
- Mühle Le Faula

|  |  |